# Kumane (okręg braniczewski)
Kumane (cyr. Кумане) – wieś w Serbii, w okręgu braniczewskim, w gminie Veliko Gradište. W 2011 roku liczyła 324 mieszkańców.